# 句扶
| 姓名           | 句扶             |
| 時代           | 三国時代         |
| 生没年         | 〔不詳〕         |
| 字・別号       | 孝興（字）       |
| 本貫・出身地等 | 益州巴西郡漢昌県 |
| 職官           | 左将軍〔蜀漢〕   |
| 爵位・号等     | 宕渠侯〔蜀漢〕   |
| 陣営・所属等   | 劉禅             |
| 家族・一族     | 〔不詳〕         |

句 扶（こう ふ、生没年不詳）は、中国三国時代の蜀漢の武将。字は孝興。益州巴西郡漢昌県の出身。

## 概要
『三国志』蜀書王平伝には「忠誠にして武勇があり、寛大な人柄」として記述されている。また、何度か戦功をたて、王平に次ぐ功名・爵位を得たとされる。最終的な軍位は左将軍、爵位は宕渠侯にまで昇った。『華陽国志』巴志においては、功績を上げた現地人として馬忠・王平・句扶・張嶷ら4人を並べて挙げている。